# キラー・ザ・ハイヒール
『キラー・ザ・ハイヒール』（原題：THIS GAME’S CALLED MURDER）は、 2021年にカナダで製作されたスリラーコメディ映画。アダム・シャーマンが監督・脚本・製作を務め、出演は、ヴァネッサ・マラーノ、ジェームズ・ラストヴィッチ、ナターシャ・ヘンストリッジ、ロン・パールマン。

2021年、ブラジルで開催される中南米最大のファンタスティック映画祭であるファンタスポア国際映画祭にて最優秀美術賞を受賞した。
日本では、2024年11月1日に東京・シネマート新宿ほか劇場にて全国公開。

## ストーリー
人気インフルエンサーのジェニファーは、ファッション界の重鎮ミスター・ウォーレンドルフのひとり娘。両親をはじめとした金や権力にしか興味のない欲望まみれの大人たちに嫌気がさし、恋人のケインとともに、荒れた日々を送っていた。そんなある日、ジェニファーは母親が大量の金塊を探していることを知る。実はそれは、地元の不良女子集団が襲ったトラックの中にあった。ジェニファーは金塊を手に入れるため動き出す。ケインの裏切り、不良集団のリーダー・シンシアとの決闘、狂った両親に殺人、金、ドラッグ・・・。父親が作った赤いハイヒール、世界中で愛用されるそれに隠された恐るべき秘密を武器に、彼女が選択する道とは──。

## キャスト
- ジェニファー - ヴァネッサ・マラーノ
- ケイン - ジェームズ・ラストヴィッチ
- ウォーレンドルフ夫人 - ナターシャ・ヘンストリッジ
- ミスター・ウォーレンドルフ - ロン・パールマン

## 映画祭・受賞歴
- ファンタスポア国際映画祭2021　最優秀美術賞
- バーバンク国際映画祭2021　最優秀ホラー／スリラー長編映画賞
- 米国キャスティング協会アルティオス・アワード2022　ノミネート（スタジオまたはインディペンデント長編コメディ部門）